# Leo Baunach
Leo Baunach war ein deutscher Kommunalpolitiker.
Baunach war von 1948 bis 1964 Landrat des unterfränkischen Landkreises Marktheidenfeld. In seine Amtszeit fiel 1963 der Baubeginn  des Kreiskrankenhauses Marktheidenfeld, dessen Errichtung der Kreistag 1961 beschlossen hatte.

## Ehrungen
- 1965: Verdienstkreuz 1. Klasse der Bundesrepublik Deutschland